# خربة اليرموك
خربة اليرموك الاسم التوراتي (تل يرموث) يقع في فلسطين على بعد حوالي 25 كيلو متر إلى الجنوب من القدس، وتبلغ مساحته حوالي 16 هكتاراً، وكان مأهولاً بالسكان ومحصناً خلال المراحل الثلاث الأولى من العصر البرونزي القديم.